# Đỗ Bảo
Đỗ Bảo (tên đầy đủ là Đỗ Quốc Bảo, sinh ngày 30 tháng 6 năm 1978 tại Hà Nội) là nhạc sĩ và nhà sản xuất âm nhạc người Việt Nam. Anh là một trong những tên tuổi lớn của làng nhạc nhẹ Việt Nam với nhiều sản phẩm thành công, uy tín, hợp tác với nhiều nghệ sĩ trong và ngoài nước.
Sinh ra trong một gia đình không có truyền thống nghệ thuật, song năng khiếu của Đỗ Bảo lại được bộc lộ khá sớm. Năm 1993 khi còn trên ghế nhà trường, Đỗ Bảo lập nên ban nhạc Sao Mai, tham gia nhiều chương trình trình diễn lớn nhỏ khắp nơi trên cả nước. Kể từ năm 1994, ban nhạc có được tiếng tăm và được mời đi trình diễn tại nhiều địa điểm lớn ở Hà Nội và cũng bắt đầu từ đây, Đỗ Bảo bắt đầu sự nghiệp sáng tác qua việc tiếp xúc với nhiều thể loại âm nhạc từ khắp nơi trên thế giới. Ngay khi vẫn còn là sinh viên của Nhạc viện Hà Nội, Đỗ Bảo đã trở nên nổi tiếng khi thực hiện phần lớn phần hòa âm phối khí cho album Nhật thực (2002) của ca sĩ Trần Thu Hà và nhạc sĩ Ngọc Đại, tạo được tiếng vang rất lớn trong cộng đồng người nghe nhạc.
Đỗ Bảo tiếp tục có được thành công lớn khi hoàn thiện bộ album sự nghiệp là Cánh cung (2004), Thời gian để yêu (2008) và Chuyện của mặt trời – Chuyện của chúng ta (2013). Bộ 3 album này giúp anh có được nhiều đề cử tại Giải thưởng Âm nhạc Cống hiến, nhưng hơn hết giúp anh 2 lần giành cú đúp "Nhạc sĩ của năm" và "Album của năm" (2009 và 2014). Trong khoảng thời gian trên, Đỗ Bảo cũng tham gia cộng tác với nhiều nghệ sĩ trong và ngoài nước như ca sĩ Tùng Dương, Nguyên Thảo, Tấn Minh, Ngọc Anh hay nghệ sĩ đàn tranh Võ Vân Ánh. Đáng kể nhất là album Những ô màu khối lập phương (2007) của ca sĩ Tùng Dương do anh phối khí và biên tập cũng được trao giải "Album của năm" tại Giải thưởng âm nhạc Cống hiến năm 2008. Năm 2006, anh thành lập nên công ty Bảo Lý Art cùng nghệ sĩ Việt kiều Nhất Lý, thực hiện thành công chuỗi chương trình Gió bình minh, sau đó được VTV bình chọn là "Sự kiện văn hóa tiêu biểu của năm". Năm 2010, Đỗ Bảo trực tiếp khởi xướng và dàn dựng âm nhạc cho đại nhạc hội Là người con đất Việt ủng hộ đồng bào miền Trung. Ngoài ra, anh còn tham gia hòa âm phối khí cho rất nhiều chương trình truyền hình cũng như các buổi trình diễn nghệ thuật lớn nhỏ khác. Thành công lớn cùng phong cách riêng biệt trong sáng tác, ca từ và hòa âm giúp anh được công chúng yêu nhạc đặt biệt danh "Bảo pop".
Kể từ năm 2003, anh trở thành giảng viên và là tổ trưởng bộ môn sáng tác chỉ huy khoa Âm nhạc của trường Cao đẳng Văn hóa – Nghệ thuật Quân đội, nay là Trường Đại học Văn hóa – Nghệ thuật Quân đội. Năm 2013, anh tổ chức thành công liveshow tác giả mang tên Cánh cung – Đỗ Bảo – Live in Hanoi tại Cung Văn hóa Hữu nghị Hà Nội nhằm kỷ niệm sự nghiệp 20 năm sáng tác của cá nhân mình, quy tụ nhiều nghệ sĩ lớn từ khắp nơi trên cả nước. Cuối năm 2023, Đỗ Bảo tổ chức liveshow tác giả mang tên Một mình bao la tại Thành phố Hồ Chí Minh và Hà Nội, đánh dấu cột mốc 30 năm sự nghiệp sáng tác và giúp anh giành giải thưởng "Chương trình của năm" tại Giải thưởng Âm nhạc Cống hiến năm 2024.

## Tiểu sử

### Tuổi trẻ, ban nhạc Sao Mai vàNhật thực
Đỗ Quốc Bảo sinh năm 1978 tại Hà Nội trong một gia đình kinh doanh bán thuốc Đông y trên phố Lãn Ông và phố Hàng Bông trong khu phố cổ ở Hà Nội. Năng khiếu âm nhạc của anh được phát hiện bởi người anh trai, song tới tận năm lớp 9, Đỗ Bảo mới được đi học đàn. Năm lớp 10, anh thi vào trường Cao đẳng nghệ thuật Hà Nội học hệ sơ cấp đàn organ. Khi đó, anh đã hứa với mẹ mình rằng tới năm 50 tuổi, anh sẽ trở thành nhạc sĩ nổi tiếng Việt Nam. Năm 1993, anh lập nên ban nhạc Sao Mai bao gồm các thành viên Đỗ Bảo (keyboard), Quốc Bình (trống), Hà Sơn Hải (keyboard), Quốc Long (guitar), Mạnh Cường (bass) dưới sự dìu dắt ban đầu của nhạc sĩ Trương Ngọc Ninh và nhạc sĩ Ngọc Châu. Ngoài ra, họ còn tứ ca Sao Mai gồm các ca sĩ Xuân Nhị, Lan Hương, Phương Hiền, Hương Ly. Ban nhạc hoạt động biểu diễn ban đầu chủ yếu là trong nhà trường, văn nghệ đoàn thể xã hội, rồi sau đó đệm hát trong các cuộc thi Giọng hát hay Đài tiếng nói Việt Nam, Giọng hát hay truyền hình,... Ban nhạc Sao Mai dần có được danh tiếng và từ năm 1994, họ bắt đầu được mời tới chơi nhạc tại các tụ điểm lớn ở Hà Nội như vũ trường Queenbee, khách sạn Phương Mai, khách sạn Deawoo, vũ trường Spark,... ngoài ra cũng được cộng tác thu âm, trình diễn trực tiếp cùng nhiều nghệ sĩ khác nhau.
Năm 1996, ban nhạc Sao Mai giải tán, ca sĩ Xuân Nhị bắt đầu sự nghiệp riêng với tam ca Con Gái trong khi trưởng nhóm Quốc Bình cùng Sơn Hải chuyển sang ban nhạc Anh Em. Năm 1997, anh tốt nghiệp sơ cấp của trường Cao đẳng nghệ thuật Hà Nội và tiếp tục theo học hệ cao đẳng tại đây. Trong khoảng thời gian này, Đỗ Bảo chơi nhạc tại khách sạn Sofitel Metropole cùng ban nhạc Philippines dưới tên và danh nghĩa trên hợp đồng là một người Philippines. Đồng thời, anh cũng bắt đầu chơi nhạc khắp nơi trên cả nước theo ê-kíp của nhạc sĩ Ngọc Đại, ngoài ra còn cùng Bảo Chấn, Bảo Phúc làm hòa âm và chơi nhạc trong show Hoa sữa lênh đênh của nhạc sĩ Hồng Đăng hay tham gia các show diễn của Hồng Ngọc, Trần Tiến,... Lao động và tiếp xúc với cộng đồng âm nhạc chuyên nghiệp từ thuở thiếu niên, Đỗ Bảo sớm biết được những áp lực của nghề. Bị mẫn cảm với âm nhạc, từ đây nhiều người trong nghề bắt đầu gọi anh bằng biệt danh "Bảo điếc". Anh quyết định chọn nghệ danh đơn giản là Đỗ Bảo khi cho rằng tên đệm Quốc không hợp với tính cách mình "Tôi không thấy mình có gì như là vật báu nên quyết định bỏ đi chữ Quốc."
Năm 1999, anh thi vào đại học chuyên ngành sáng tác tại Nhạc viện Hà Nội. Không lâu sau đó, ban nhạc Sao Mai tái hợp với sự bổ sung một vài thành viên mới bao gồm Đỗ Bảo (keyboard), Nguyễn Mai Kiên (bass), Quốc Long (guitar), Mạnh Cường (trống), Hà Đình Huy (định âm), Bảo Long (saxophone) và Trọng Nghĩa (keyboard). Năm 2000, nhạc sĩ Ngọc Đại bất ngờ chọn Đỗ Bảo làm người hòa âm phối khí cho album Nhật thực và liveshow theo kèm, cộng tác cùng nữ ca sĩ trẻ Trần Thu Hà. Album được phát hành vào đầu năm 2002, trở thành một thành công vang dội, trực tiếp đưa tên tuổi Đỗ Bảo tới với công chúng. Album cùng chương trình sau đó được bình chọn là "Sự kiện văn hóa tiêu biểu" của năm 2002, một hiện tượng đặc biệt thay đổi hoàn toàn phong cách âm nhạc cũng như nghệ thuật trình diễn. Anh tiếp tục tham gia một phần vào dự án Nhật thực 2 (2003) trước khi dừng cộng tác với nhạc sĩ Ngọc Đại.
Trình diễn nhiều, sức khỏe yếu cũng như khao khát được lên sân khấu hơn là ngồi ghế nhà trường, Đỗ Bảo quyết định rời Nhạc viện Hà Nội cuối năm 2003 và bỏ dở năm cuối tốt nghiệp. Khoảng thời gian này anh cũng bắt đầu cộng tác với cha con nghệ sĩ nhạc jazz Quyền Văn Minh - Quyền Thiện Đắc và tham gia biểu diễn tại club Minh's jazz của họ ở phố Lương Văn Can, Hà Nội. Sau thành công của Nhật thực, ban nhạc Sao Mai có được lời mời trình diễn và phối khí cho chương trình Tiếng hát truyền hình toàn quốc Sao Mai 2003 tại Tuần Châu, Quảng Ninh. Kể từ đó cho tới khi ban nhạc ngừng hoạt động vào năm 2007, họ trở thành ban nhạc chính thức của chương trình Sao Mai còn Đỗ Bảo tham gia cố vấn âm nhạc cho loạt chương trình Sao Mai, Sao Mai điểm hẹn , Điểm hẹn âm nhạc,... của Đài truyền hình Việt Nam.

### Cánh cung,Thời gian để yêuvàChuyện của mặt trời – Chuyện của chúng ta
Năm 2004, sau khi từ chối thực hiện album đầu tay cho ca sĩ Nguyên Thảo, Đỗ Bảo phát hành album cá nhân đầu tay mang tên Cánh cung, ghi nhận lại 10 năm sự nghiệp âm nhạc của mình. Album chọn lọc 12 sáng tác xuất sắc của cá nhân anh kể từ khi khởi nghiệp, bao gồm nhiều tình khúc mang tính thương hiệu như "Bức thư tình thứ hai", "Bức thư tình đầu tiên", "Cỏ mềm" hay "Điều hoang đường nhất". Cánh cung là một sản phẩm thành công, nhận được những đánh giá rất tích cực từ người hâm mộ cũng như giới chuyên môn, đặt nền móng đầu tiên để anh xây dựng nên thương hiệu "Bảo pop". Ngay sau thành công của Cánh cung, Đỗ Bảo cùng nghệ sĩ Việt kiều Nhất Lý thành lập công ty Bảo Lý Art thực hiện chuỗi chương trình hòa nhạc Gió bình minh, pha trộn nhạc điện tử với nhạc cụ dân tộc truyền thống. Chương trình chính thức được giới thiệu ở Hà Nội ngày 25 tháng 9 năm 2006 và sau đó cũng được trao giải thưởng "Sự kiện văn hóa tiêu biểu" của năm. Song song với chương trình kéo dài này, anh tham gia hòa âm, phối khí và sản xuất cho hàng loạt ca sĩ trẻ trong nước, tiêu biểu là các album Vào đời (Hồ Quỳnh Hương, 2003), Bức thư tình thứ 3 (Tấn Minh, 2007), Thế giới tuyệt vời (Ngọc Anh, 2007), Kỷ niệm (Huy Phạm, 2007) và Những ô màu khối lập phương (Tùng Dương, 2007). Trong số này, album của Tùng Dương có được thành công lớn về chuyên môn, giúp Đỗ Bảo lần đầu tiên có được chiến thắng tại Giải thưởng Âm nhạc Cống hiến cho "Album của năm".

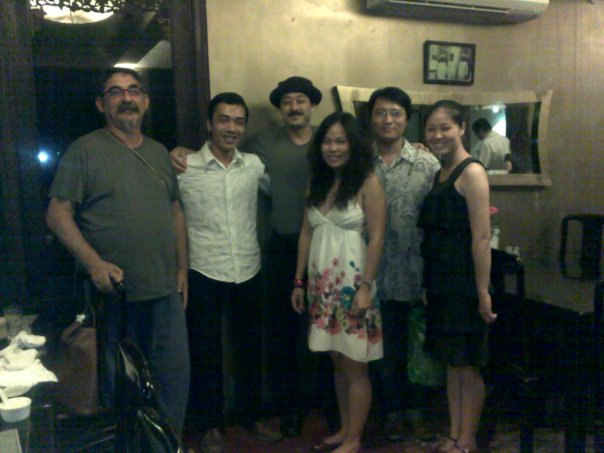
Đỗ Bảo (thứ 2 từ trái sang) trong buổi gặp mặt cùng đại diện ban nhạc Breath of Asia năm 2009. Trong ảnh có MC Thanh Vân (ngoài cùng bên phải), nhạc sĩ Ngọc Châu (thứ 2 từ phải sang) và nghệ sĩ đàn tranh Võ Vân Ánh (thứ 3 từ phải sang)

Năm 2006, Đỗ Bảo tham gia sáng tác phần nhạc cho vở kịch Nhật ký chàng ngác ngơ  (đạo diễn Chiều Xuân, kịch bản Lê Hoàng). Tới năm 2008, công ty và phòng thu Bảo Lý Art giải thể. Đỗ Bảo cho phát hành album cá nhân thứ 2 mang tên Thời gian để yêu, tiếp tục chọn lọc 11 sáng tác xuất sắc khác của mình có thể kể tới như "Bức thư tình thứ tư", "Thời gian để yêu", "Đôi mắt xanh", "Mây" – một album "gợi về một cuộc sống yên ắng, một cuộc sống thủy chung có trước có sau bằng những bài tình ca bình dị." Quay trở lại với phong cách pop sở trường, album nhận được sự ủng hộ mạnh mẽ từ cộng đồng người yêu nhạc và giúp anh trở thành nghệ sĩ đầu tiên giành cú đúp tại Giải thưởng Âm nhạc Cống hiến vào năm 2009 với 2 danh hiệu "Album của năm" và "Nhạc sĩ của năm". Viết về album này, báo điện tử Dân trí nhận xét âm nhạc của Đỗ Bảo "đẳng cấp" và "khá toàn diện khi tạo cho mình một giọng điệu nhạc pop riêng biệt đầy cá tính", trong khi Hội Nhạc sĩ Việt Nam gọi đây là "phần thưởng tinh thần thật sự xứng đáng cho sự sáng tạo, cố gắng và trí tuệ của anh đã cống hiến cho nhạc trẻ Việt Nam". Thành công cùng uy tín trong nghề giúp Đỗ Bảo tiếp tục hòa âm và sản xuất cho nhiều ca sĩ khác, có thể kể tới các album Đóa hoa nở muộn (Nguyễn Ngọc Anh, 2011), Chillout (Nguyệt Ánh, 2011) và Bức thư tình thứ 5 (Tấn Minh, 2011). Trước đó, anh cũng cộng tác và làm việc cùng nghệ sĩ đàn tranh Võ Vân Ánh và ban nhạc Breath of Asia, nhằm tổ chức các show âm nhạc ở hải ngoại. Tuy nhiên, sau đó dự án này không quy tụ đủ nhân lực và tài chính nên đã phải dừng lại. Thành quả có được chỉ là CD She's Not She, phát hành vào tháng 1 năm 2011.
Cuối năm 2010, sau trận lũ lịch sử vào miền Trung, Đỗ Bảo cùng 3 nhạc sĩ Ngọc Châu, Lương Minh, Thế Hiển trực tiếp kêu gọi và đứng lên tổ chức đêm nhạc hội từ thiện ủng hộ đồng bào bị thiên tai có tên 'Là người con đất Việt', quy tụ khoảng hơn 100 nghệ sĩ tên tuổi của Việt Nam tham gia. Chương trình diễn ra vào tối ngày 2 tháng 11 tại Cung văn hóa Hữu nghị Hà Nội. Nói về ý tưởng thực hiện chương trình, anh tâm sự: "Tôi chỉ nghĩ là đây là ý nguyện chung của anh em, cũng là đến cái thời điểm mà mọi người cảm thấy rằng là phải làm một điều gì đó chung với nhau cho cộng đồng, cho xã hội. Đây cũng là một dịp rất có ý nghĩa để giới nghệ sĩ có chung một tiếng nói, gánh vác một phần trách nhiệm và chia sẻ những thiệt thòi mất mát của đồng bào." Cũng trong khoảng thời gian này, anh tham gia vào Hội đồng nghệ thuật của chương trình Bài hát yêu thích. Ngoài ra, Đỗ Bảo còn tham gia hòa âm phối khí toàn bộ ca khúc và chỉ huy dàn nhạc trong chương trình Viettel Privilege Concert, tổ chức vào cuối năm 2011.
Đỗ Bảo kết thúc bộ 3 album sự nghiệp với album Chuyện của mặt trời – Chuyện của chúng ta, hợp tác cùng ca sĩ và người bạn thân Trần Thu Hà. Album được phát hành vào ngày 15 tháng 8 năm 2013. Cho dù chiếm lấy của Đỗ Bảo tới 18 tháng thu âm sản xuất và 10 ngày hậu kỳ sau đó tại Mỹ, anh lại quyết định không tổ chức họp báo để ra mắt album. Tuy nhiên, Chuyện của mặt trời – Chuyện của chúng ta vẫn có được thành công lớn chuyên môn cũng như thương mại. Anh tâm sự về cảm hứng viết nên album "chỉ giống như chuyện trò với khán giả những gì chúng tôi suy nghĩ bằng sự tôn trọng và tự trọng." Album giúp Đỗ Bảo lần thứ 2 có được cú đúp tại Giải thưởng Âm nhạc Cống hiến vào năm 2014 với danh hiệu "Nhạc sĩ của năm" và "Album của năm". Ca sĩ Trần Thu Hà hài lòng với album nhờ "cảm xúc xuyên suốt, tương đối mạch lạc trong tư duy và cách thể hiện, bài hát nhiều màu sắc đa dạng phong phú, trên hết là một thái độ âm nhạc bình thản nhưng có trọng lượng." Trên hết cô cho rằng album "là một điều rất thiếu hiện nay, tức là tạo ra những sản phẩm chuẩn mực, có chiều sâu, có nghề qua một cách nói đơn giản, không dùng chiêu trò, không hù doạ, không tô vẽ thêm." Sau sản phẩm này, Đỗ Bảo cũng tuyên bố dừng chuỗi album Cánh cung để bắt đầu cho những dự án cá nhân mới.

### HậuCánh cung
Từ năm 2012, Đỗ Bảo nhận lời trở thành Giám đốc âm nhạc của chương trình Sao Mai điểm hẹn. Phải tới năm 2013, Đỗ Bảo mới chính thức tham gia vào Hội đồng thẩm định của chương trình Bài hát Việt với mục đích đưa các "bài hát Việt" tới với công chúng. Ngoài ra, anh cũng tham gia vào hoạt động tổ chức biểu diễn và sáng tác với Hội nhạc sĩ Việt Nam. Năm 2014, anh tiếp tục làm đạo diễn âm nhạc đại nhạc hội từ thiện Là người con đất Việt 2 với chủ đề biển đảo quê hương. Cùng các nhạc sĩ Đỗ Hồng Quân và Đặng Hùng, Đỗ Bảo tham gia sáng tác nhạc cho kịch múa Khoảnh khắc bất tử, kịch bản bởi nghệ sĩ Tuyết Minh và phối hợp giữa Hội nghệ sĩ múa Việt Nam và Hội nhạc sĩ Việt Nam. Sau đó, Đỗ Bảo tham gia sáng tác một số ca khúc cho album của ca sĩ Nguyên Thảo, ngoài ra còn viết nhạc bộ phim Mỹ nhân (2015) của đạo diễn Đinh Thái Thụy.
Song song với công việc trình diễn, kể từ năm 2003, Đỗ Bảo cũng cộng tác giảng dạy bộ môn hòa tấu tại trường Cao đẳng Văn hóa Nghệ thuật Quân đội. Anh cũng tham gia đóng góp đáng kể cho Hội diễn nghệ thuật chuyên nghiệp toàn quân với nhiều tiết mục được đánh giá cao (như chương trình Giữa ngàn tinh tú do anh sáng tác và dàn dựng đạt giải Đặc biệt trong Hội diễn năm 2008).
Trong năm 2018, Đỗ Bảo giới thiệu thành công album phòng thu thứ ba của ca sĩ Hoàng Quyên có tên Sóng hấp dẫn, hợp tác cùng nhạc sĩ Võ Thiện Thanh. Album được sản xuất trong vòng 2 năm, bao gồm 9 ca khúc do 2 nhạc sĩ sáng tác theo phong cách pop được phối với jazz, electronic, RnB và chất liệu nhạc dân tộc. Ngoài ra, anh còn sáng tác ca khúc "Cảm xúc yêu" cho ca sĩ Đinh Hiền Anh. Năm 2018 cũng là năm Đỗ Bảo cho ra mắt kênh YouTube cá nhân nhằm giới thiệu tới khán giả những ca khúc, video và tư liệu liên quan tới sự nghiệp của cá nhân.

## Sự nghiệp sáng tác
— Đỗ Bảo
Các sáng tác của Đỗ Bảo có nội dung vô cùng đặc biệt khi chúng được lấy cảm hứng trực tiếp từ cuộc sống của cá nhân nhạc sĩ. Tham gia hoạt động nghệ thuật từ khi còn rất trẻ, Đỗ Bảo sớm có những sáng tác đầu tay ngay từ thuở thanh niên. Sáng tác đầu tiên của Đỗ Bảo là ca khúc "Mùa hè", được anh viết vào năm 14 tuổi mà chính anh thừa nhận "hồn nhiên" và "ngô nghê".
Ca khúc "Cỏ mềm" được anh viết vào mùa thu năm 1997, và câu hát "tiếng đàn còn tràn đầy khát khao" có liên quan trực tiếp tới việc anh tạm dừng hoạt động trình diễn ở các khách sạn, quán bar, vũ trường và xa lánh âm nhạc một thời gian. Ca khúc "Ngày tháng chờ mong" (1998) được anh viết trong thời gian sức khỏe yếu do Tam ca 3A thể hiện chính là sáng tác đầu tiên của anh được trình diễn tại một sân khấu lớn: chính buổi biểu diễn của Tam ca 3A tại triển lãm Giảng Võ, Hà Nội đã giúp anh quyết định quay trở lại với con đường viết nhạc của mình. 
Rất nhiều tình khúc của Đỗ Bảo được lấy cảm hứng từ đời sống cá nhân, như "Bức thư tình đầu tiên" từng được anh sáng tác cho người bạn gái trước kia, còn "Bức thư tình thứ hai" được anh viết khi nhớ lại về buổi gặp gỡ lần đầu tiên với người vợ sau này của mình. "Bài hát cho em" cũng là một bản tình ca nổi tiếng của Đỗ Bảo, được Trần Thu Hà trình bày rất thành công trong chương trình Gala 2000. "Điều ngọt ngào nhất" cũng được anh viết dành cho mối tình cũ. "Cầu vồng đêm mưa" được Đỗ Bảo sáng tác từ năm 20 tuổi và nội dung của nó vẫn được nhiều người nghe phỏng đoán theo những cách vô cùng khác nhau. Hầu hết những sáng tác đầu tiên của Đỗ Bảo, ngoại trừ ca khúc "Cánh buồm đỏ thắm" và "Đường trung dung", đều được anh cho vào album đầu tay Cánh cung (2004) của mình. Bản thân nhan đề của album này cũng thể hiện quan điểm sống của cá nhân anh "Thành công của tôi có một nửa là sự cố gắng, nửa kia là do may mắn. Một mũi tên dù có sắc đến đâu cũng không thể tự nhiên bay được. Nó bay xa nhờ sức đẩy của "Cánh cung". "Cánh cung" như đời sống của tôi. Gia đình, bạn bè đã cho tôi sức đẩy để bay lên. Thành công không thể đến nếu không có sự hỗ trợ."
Trong khoảng thời gian cộng tác cùng chương trình Trí tuệ Việt Nam, Đỗ Bảo viết nên một số ca khúc mang tính thử nghiệm như "Mùa cây trổ lá" (sau đó được anh hòa âm phối khí và đưa vào album Ban mai xanh năm 2006 của ca sĩ Khánh Linh) hay "Xuân vẫn sang kì diệu" được ca sĩ Nguyễn Ngọc Anh trình bày thành công. Trong album Những ô màu khối lập phương (2007) của ca sĩ Tùng Dương, Đỗ Bảo đã trực tiếp sáng tác 4/8 ca khúc, bao gồm ca khúc tiêu đề, "Cô đơn", "Vòng tròn" và "Đỉnh núi lãng quên". Sau khi lập gia đình và có người con gái đầu lòng, những biến chuyển lớn trong cuộc đời Đỗ Bảo liền được anh đưa vào nội dung trong album thứ hai của mình mang tên Thời gian để yêu (2008). Anh quan điểm: "Tôi có quá nhiều việc phải làm và nếu chúng ta làm một cách trách nhiệm thì chẳng có thời gian để làm việc gì khác... Dành thời gian để mà yêu cũng là điều hợp lẽ. Sống chậm lại, lắng nghe đời sống cũng là một cách yêu." Trong số những ca khúc đó, "Mây" được anh viết dành tặng riêng cho người vợ của mình, còn "Ngược sáng" với ca từ nhiều ẩn dụ hơn, nhạc điệu trúc trắc hơn như ngầm khẳng định phần vẫn sẵn sàng bứt phá trong Đỗ Bảo, trong khi "Bài ca tháng sáu" được anh coi là "một bài tình ca mà thiếu vắng tình yêu". "Chìm trong muôn thuở" là quà tặng riêng của Đỗ Bảo cho ca sĩ Ngọc Anh và được bản thân cô coi là nhân chứng cho câu chuyện buồn của mình. Ca khúc chủ đề do ca sĩ Nguyên Thảo trình bày thậm chí được Đỗ Bảo sáng tác hoàn thiện chỉ trong một buổi chiều. Nếu như Hồ Quỳnh Hương rất thành công với các ca khúc "Bức thư tình thứ hai" và "Bức thư tình thứ tư" thì "Bức thư tình đầu tiên", "Bức thư tình thứ ba" và "Bức thư tình thứ năm" lại đi liền với tên tuổi của Tấn Minh, thậm chí 2 ca khúc sau đã trở thành tên các album phòng thu của cá nhân ca sĩ (2006 và 2013). Ca khúc "Bức thư tình thứ ba" được Đỗ Bảo viết nên khi anh nhìn thấy "ngọn lửa ai đó đốt lá rụng" trên đường Yên Phụ và "ngọn lửa ấy làm tôi nghĩ cả trăm điều về tình yêu", trong khi "Bờ cõi trăm năm" lại sâu sắc hơn với sự suy tư về cuộc sống và nhân sinh.
Tiếp tục khẳng định sở trường ở tình ca, 5 năm sau album Cánh cung 2, Đỗ Bảo cho phát hành album Chuyện của mặt trời – Chuyện của chúng ta (2013) với 12 ca khúc dành riêng cho Trần Thu Hà. Những trải nghiệm cuộc sống ở tuổi 30 của 2 người bạn thân với chủ đề chính là tình yêu và lương tâm đã được chuyển thể thành nội dung của album. Các ca khúc được sáng tác theo nhiều màu sắc và không gian âm nhạc đa dạng, nhạc sĩ nói: "Tôi muốn làm như thế để bộc lộ được tiếng hát của Hà Trần đúng với tầm vóc của cô ấy và cũng mang đến những trải nghiệm bớt nhàm chán đối với khán giả." Trần Thu Hà nhận xét các ca khúc của album "vừa vặn và đầy đặn", "cho thấy sự chín chắn trưởng thành của Bảo trong tư duy âm nhạc và con người." Ca khúc "Hành trang để yêu" được anh sáng tác như là "tâm sự của một cô gái cảm thấy không thể đến được với người yêu dù họ ở rất gần nhau, dù hành trang của cô chỉ là trái tim, rất nhẹ nhàng." Tình bạn lâu năm giữa Đỗ Bảo và Trần Thu Hà được anh trực tiếp viết nên câu hát "Thời gian không tuổi buộc người chốn đây, dù ta khác biệt lạnh nóng hai miền. Giấc mơ xa vời chỉ luôn luôn cháy, dù nơi chúng ta là đêm với ngày" trong ca khúc nhan đề. Ca khúc "Chuyện tôi yêu" được anh viết nên từ những kỷ niệm tuổi thơ sống trong khu phố cổ Hà Nội, "Tháng hai uể oải" là tâm trạng của một người ngán ngại bắt nhịp lại guồng quay công việc sau đợt nghỉ Tết dài. "Đôi giầy lười" thậm chí được Đỗ Bảo sáng tác từ những suy nghĩ trong một lần uống cafe đánh giày. "Bài ca cây đàn" được anh sáng tác dành tặng riêng tất cả những nghệ sĩ cùng anh hoàn chỉnh album.
Ngoài các sản phẩm chính thức, Đỗ Bảo cũng sáng tác nhiều ca khúc đặt hàng hay tham gia các cuộc vận động sáng tác của các bộ ngành, tập đoàn, công ty,... Ca khúc "Bài ca thời đại" do ca sĩ Đức Tiến thể hiện đoạt giải nhất trong cuộc thi tổ chức bởi VNPT và sau đó được vinh dự trình diễn trước Thủ tướng chính phủ trong dịp phóng vệ tinh Vinasat-1 vào tháng 4 năm 2008 Ngoài ra, anh còn viết ca khúc "Những con đường mở rộng về cuộc sống", trình bày bởi ca sĩ Ngọc Anh và giành giải nhì Cuộc thi sáng tác ca khúc dành cho các y bác sĩ năm 2009, hay "Nơi ấy một ngày" được tuyển chọn cho Cuộc vận động sáng tác ca khúc Tiết kiệm năng lượng 2012 tổ chức bởi Bộ Công thương và EVN hay ca khúc "Viettel đại dương xanh",...
Bên cạnh việc sáng tác, Đỗ Bảo còn là một nhạc sĩ hòa âm phối khí và chỉ huy dàn nhạc. Anh hiện là tổ trưởng bộ môn sáng tác chỉ huy khoa Âm nhạc của Trường Đại học Văn hóa – Nghệ thuật Quân đội.

## Liveshow

### Con đường âm nhạc: Tình bạn
Ngày 12 tháng 2 năm 2006, đạo diễn Thành Long tổ chức chương trình Con đường âm nhạc mang tên 'Tình bạn' với 2 nhân vật chính là Đỗ Bảo và Ngọc Châu. Các sáng tác của họ được trình bày bởi nhiều nghệ sĩ, ca sĩ tên tuổi như Mỹ Linh, Khánh Linh, Tùng Dương, Hồ Quỳnh Hương, Siu Black, nhóm 5 Dòng Kẻ, Minh Quân. Mỗi nhạc sĩ tự tay hòa âm phối khi cho các ca khúc của mình. Nói về buổi diễn, Đỗ Bảo tâm sự: "Nhạc sĩ trẻ cũng cần được nhìn nhận đúng... Đó là tuổi trẻ của tôi. Tôi muốn mang tới một không khí mới, khác với những nhạc sĩ gạo cội đã xuất hiện trước đó... Tôi không thích đóng khung mình vào bất kỳ thể loại âm nhạc nào, như thế quá cứng nhắc." Chương trình nhìn chung có được thành công và nhận được sự ủng hộ lớn từ công chúng.

### Cánh cung – Đỗ Bảo – Live in Hanoi

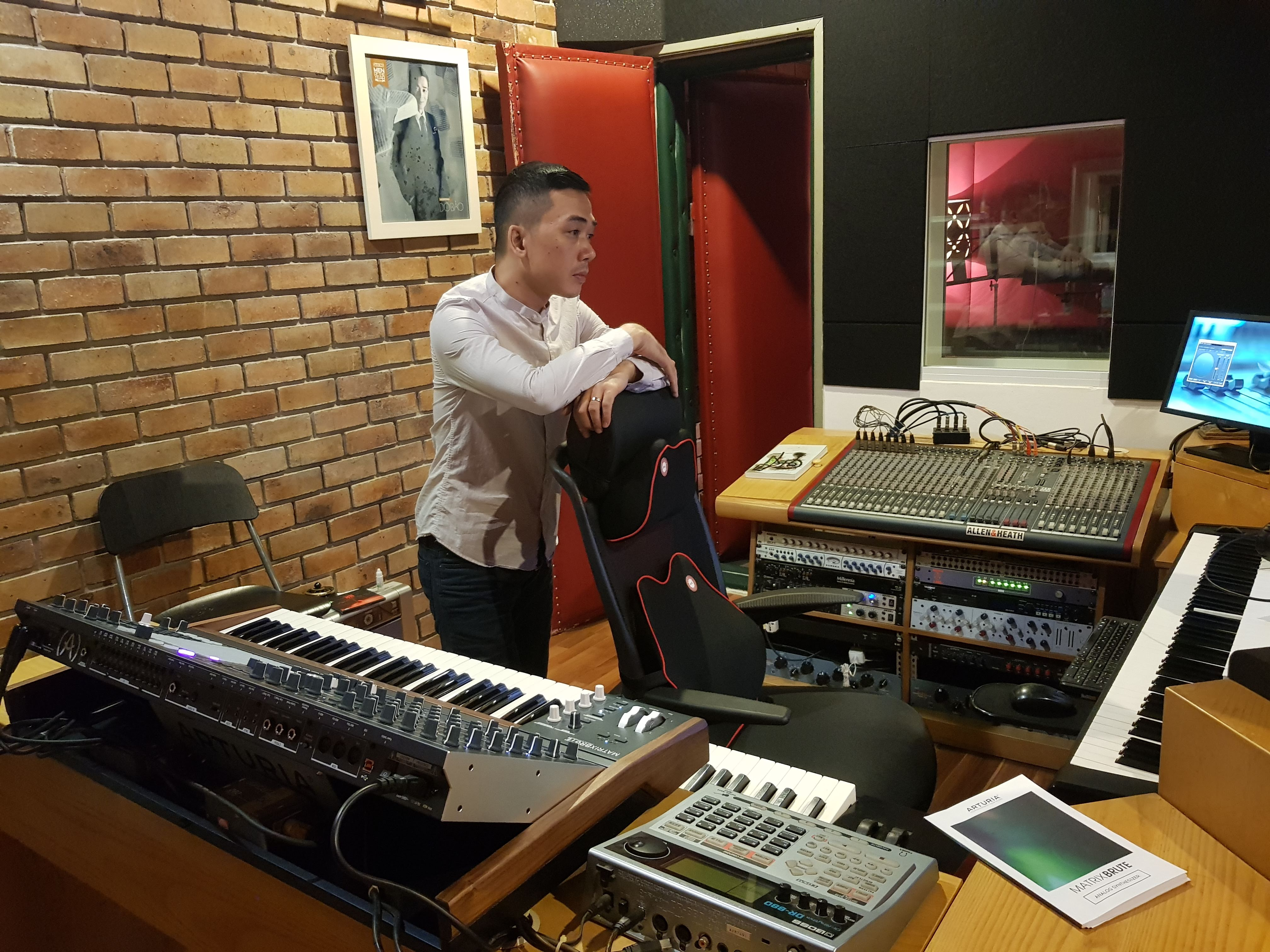
Nhạc sĩ Đỗ Bảo trong phòng thu cá nhân, năm 2019 tại Hà Nội

Đỗ Bảo thực hiện liveshow cá nhân đầu tiên trong sự nghiệp qua lời gợi ý và động viên của ca sĩ Thanh Lam. Mặc dù không qua bất cứ phương tiện thông tin đại chúng chính thức mà chỉ qua facebook cá nhân, show diễn vẫn cháy vé trong sự háo hức của người hâm mộ. Chương trình vốn được lên kế hoạch thực hiện vào năm 2012, song vì việc hoàn thiện album Chuyện của mặt trời – Chuyện của chúng ta kéo dài hơn dự tính nên liveshow phải rời xuống cuối năm 2013. Thời gian chuẩn bị kéo dài tới 4 tháng với sự ủng hộ nhiệt tình của các nghệ sĩ cộng tác. Tự bỏ tiền túi để chuẩn bị chương trình, tự lên ý tưởng kịch bản, chuẩn bị sân khấu và thiết bị âm thanh, anh mong muốn khán giả "có thể tự hào về một đêm nhạc của một nhạc sĩ, nhà sản xuất thế hệ 7x". Chương trình chỉ được chính thức giới thiệu với báo chí vào ngày 28 tháng 11 năm 2013 ở Hà Nội. Cho dù được nhiều người trong nghề can ngăn rằng làm liveshow vào lúc khủng hoảng kinh tế sẽ không tránh được thua lỗ, song điều đó không ngăn được quyết tâm của anh.
Liveshow Cánh cung – Đỗ Bảo – Live in Hanoi kỷ niệm 20 năm sáng tác của anh được tổ chức vào ngày 8 tháng 12 năm 2013 tại Cung văn hóa Hữu nghị Hà Nội, đạo diễn bởi Đỗ Thanh Sơn và Lương Minh. Người bạn thân từ ban nhạc Sao Mai của Đỗ Bảo, nghệ sĩ guitar Phạm Quốc Long, là Giám đốc âm nhạc của chương trình. Liveshow tổng hợp lại sự nghiệp của Đỗ Bảo qua việc tuyển chọn 27 sáng tác xuất sắc nhất của anh trong 3 album là Cánh cung (2004), Thời gian để yêu (2008) và Chuyện của mặt trời – Chuyện của chúng ta (2013) với sự tham gia của rất nhiều nghệ sĩ tên tuổi như Hồ Quỳnh Hương, Trần Thu Hà, Lê Hiếu, Thanh Lam, Tấn Minh, Ngọc Anh, Khánh Linh cùng dàn nhạc bán cổ điển Rhapsody Philharmonic. Một DVD theo kèm cũng được dự tính phát hành sau đó. Trực tiếp Đỗ Bảo tham gia đệm đàn, hát bè, dẫn chương trình cũng như trò chuyện cùng các nghệ sĩ và khán giả. Một phần nhỏ của chương trình được Trần Thu Hà và Đỗ Bảo thực hiện riêng không lâu sau tại thành phố Hồ Chí Minh.
Nhìn chung, đây tiếp tục là một chương trình thành công và tạo tiếng vang trong dư luận, thậm chí còn được các ca sĩ Tấn Minh, Trần Thu Hà yêu cầu thực hiện liveshow thứ 2. VOV dành những lời ca ngợi đặc biệt cho liveshow "trọn vẹn, thịnh soạn nhưng giản dị, khiêm nhường, tinh tế như chính con người anh". Báo Tuổi trẻ cho rằng chương trình đã khắc họa rõ nét chân dung tác giả. Báo Phụ nữ Thủ đô nhấn mạnh sự giản dị mộc mạc trong cách thể hiện của nhạc sĩ Đỗ Bảo với "sân khấu thành nơi đầy ắp sự ấm áp, như lại rất gần với khán giả". Tạp chí Đẹp dành một bài viết dài để đánh giá liveshow "cho thấy sự nghiệp âm nhạc ngày càng đầy đặn, rõ ràng của Đỗ Bảo", bên cạnh việc chỉ ra điểm hạn chế của khi sự có mặt của quá nhiều ca sĩ đã "vô tình mất đi tính thống nhất của thông điệp và trở nên dàn trải".
Cánh cung – Đỗ Bảo – Live in Hanoi có được đề cử cho "Chương trình của năm" tại Giải thưởng Âm nhạc Cống hiến lần thứ 9. Toàn bộ liveshow được biên tập và phát hành vào ngày 28 tháng 12 năm 2018 trên kênh YouTube chính thức của Đỗ Bảo.

### Hà Nội – Mùa chuyển
Ngày 3 tháng 4 năm 2023, Nhà hát Lớn Hà Nội phối hợp với các đơn vị tài trợ giới thiệu đêm nhạc Hà Nội – Mùa chuyển của nhạc sĩ Phú Quang và Đỗ Bảo, với giám đốc sản xuất Nguyễn Thị Minh Nguyệt, cố vấn âm nhạc Nguyễn Thụy Kha, giám đốc mỹ thuật Lê Thiết Cương... Theo Đỗ Bảo chia sẻ, để thực hiện chương trình đặc biệt này, anh đã tạm lùi lại kế hoạch tổ chức đêm nhạc cá nhân. Đây là buổi diễn hiếm hoi mà đạo diễn Phạm Hoàng Nam đảm nhiệm vai trò Tổng đạo diễn chương trình sau nhiều năm sinh sống tại nước ngoài.
Đêm nhạc Hà Nội – Mùa chuyển được tổ chức trong 2 tối ngày 21 và 22 tháng 4 với sự góp mặt của các ca sĩ Tấn Minh, Trần Thu Hà, Thanh Lam, Ngọc Anh — tất cả đều là những nghệ sĩ có nhiều năm trình diễn các ca khúc của Phú Quang. Báo Tuổi trẻ đánh giá cao sự kết hợp của hai thế hệ nhạc sĩ: "Nếu Phú Quang trung thành với những ca khúc trữ tình, các bản hòa âm bán cổ điển thì ở âm nhạc Đỗ Bảo, người ta nhìn thấy một người nhạc sĩ đa phong cách, lãng mạn đấy, nhưng cũng ngập tràn hơi thở hiện đại và linh hoạt. Thế nhưng, đêm nhạc lại mang đến trải nghiệm cộng hưởng lạ kỳ bởi giữa hai người nhạc sĩ giao thoa một mẫu số chung là tình yêu. Tình yêu nồng nàn gắn với bốn mùa Hà Nội, xuất phát từ cái lãng đãng và da diết của con người Thủ đô đã chuyển hóa một cách tự nhiên vào trong âm nhạc." Báo Đại đoàn kết đánh giá cao những nỗ lực của tất cả các nghệ sĩ giúp khán giả có một cách tiếp cận mới với nghệ thuật trình diễn: "Không chỉ là sự thăng hoa của âm nhạc, Hà Nội – Mùa chuyển còn khơi nguồn cho một tinh thần mới: Đêm nhạc không cần MC, không lời dẫn, phông nền, khẩu hiệu...". Nếu như báo Tiền phong phân tích kỹ lưỡng từng chi tiết nghệ thuật của buổi diễn và đánh giá cao "Đỗ Bảo làm mới bằng âm sắc nhạc cụ, sự phong phú của dàn nhạc hoặc xáo xới tiết tấu để tạo ấn tượng mới" thì VnExpress ca ngợi khả năng kết nối và tạo mạch cảm xúc của Đỗ Bảo xuyên suốt cả chương trình khi "sắp xếp 25 ca khúc theo một trình tự mạch lạc."

## Phong cách nghệ thuật
— Đỗ Bảo
Âm nhạc Đỗ Bảo phản ánh đúng con người và quan điểm sống trong anh: hiền lành, giản dị, nội tâm, nhã nhặn, cẩn thận tới mức cầu toàn, song cũng đầy tham vọng thậm chí mơ mộng. Độc lập, mộc mạc, lặng lẽ, "chắt chiu" và giàu cảm xúc cũng là những nhận xét của ca sĩ Tấn Minh về con người Đỗ Bảo. Lấy ý tưởng và nội dung từ cuộc sống và trải nghiệm của cá nhân, các sáng tác của Đỗ Bảo rất được chú trọng và trau chuốt phần ca từ. Anh tâm sự: "Tôi nghĩ mình phóng khoáng, trọng cái tình. Đôi khi tôi dựng lên những bức tường ngăn với cuộc sống và mọi người bởi vì tôi chỉ muốn đón nhận những gì tự nhiên sẽ đến và ở lại với mình. Tôi không muốn mình bị tổn thương khi mà mình dễ dãi. Tôi không làm những gì mình không kiểm soát được." Trong tất cả các sản phẩm của mình, Đỗ Bảo sẵn sàng đầu tư nhiều thời gian, thậm chí "tổn thất về mặt kinh tế" để có được thành quả ưng ý. Theo đuổi nhiều chủ đề lãng mạn, song anh tự nhận mình ngoài đời là một người nhạt nhẽo, không phải là một nghệ sĩ "đa tình, cô đơn, mê rượu" để sáng tác nhạc hay.
Chọn cho mình một dòng nhạc pop "kén tai" với cấu trúc âm nhạc dài hơn và cầu kỳ hơn thông thường, đặc biệt là sự tinh tế trong ca từ, biệt danh "Bảo pop" mà người nghe tặng cho anh không chỉ là một thương hiệu mà còn là sự ghi nhận đáng kể cho những đóng góp của cá nhân nhạc sĩ. Ngay từ album đầu tay Cánh cung (2004), đã có ý kiến so sánh phong cách âm nhạc của anh thành một dòng nhạc riêng biệt. Báo Tuổi trẻ từng viết: "Lại nhớ có một dòng Britpop là nhạc của người Anh, liên tưởng sang Việt Nam có thể thấy trước một dòng... Hanoi-pop, pop-phố-cổ êm ái, dễ nghe mà Bảo pop là một thành tố tích cực..." Nhiều ca khúc thậm chí được coi "nghe là biết của Đỗ Bảo". Trung thành với pop, song Đỗ Bảo không gò bó mà pha trộn nhiều thể loại âm nhạc đa dạng, từ nhạc cổ điển, acoustic, jazz, New Age, world music cho tới những sản phẩm mang ít nhiều tính điện tử và âm nhạc máy tính, tạo nên những khác biệt lớn giữa "Bảo-pop" và "Bảo-không-pop".
Một nét nổi bật khác trong các sáng tác của Đỗ Bảo đó là chúng mang những suy tư của "một chàng trai thành thị" hiện đại. Họa sĩ Dũng Yoko cho rằng âm nhạc người bạn thân của mình "thể hiện sự trăn trở của rất nhiều người trong thế hệ chúng tôi" và "đáp ứng được một phần nhu cầu được chia sẻ của những thanh niên đô thị, muốn nghĩ và làm khác mọi người và luôn hướng về phía trước". Đỗ Bảo trong Chuyện của mặt trời – Chuyện của chúng ta (2013) đã thể hiện những trưởng thành lớn trong suy nghĩ của anh. Tạp chí Đẹp nhìn nhận album đã "không có những bức thư tình mùi mẫn, không có những điều hoang đường giai điệu đẹp mộng mị chỉ toàn những độc thoại nội tâm triền miên..." mà là "những triết lý tự thân, những tự vấn không ngưng nghỉ về sứ mệnh mình sinh ra trong đời và cả những cái ít ai nghĩ là cho vào bài hát."
Một trong những điểm đặc biệt của âm nhạc Đỗ Bảo, đó là anh khá tách mình khỏi lĩnh vực giải trí và showbiz. Anh chia sẻ đó là "ý thích cá nhân" vì showbiz là "một vùng đang hỗn mang". Đồng thời, anh cũng không hài lòng trước thực trạng nền âm nhạc "thiếu quản lý", thiên lệch về công nghiệp và tính giải trí.
Coi trọng sáng tạo là cốt lõi của hạnh phúc, Đỗ Bảo rất đề cao yếu tố này trong sự nghiệp sáng tác của mình để "có một tiếng nói rõ ràng hơn, thông điệp trọn vẹn hơn." Đỗ Bảo cũng là một trong số những nhạc sĩ lên án mạnh mẽ nhất những hình thức đạo nhạc trong thời kỳ công nghệ mới. Tách biệt song không vì thế mà khép kín cực đoan và bảo thủ, anh cũng cho rằng công việc sáng tác chính là động lực "giúp cho những người như tôi cảm thấy mình sống có ý nghĩa hơn". Thừa nhận mình ưa thích cách Quốc Trung kết hợp hài hòa âm nhạc Đông Tây, Đỗ Bảo cũng cho rằng mình bị ảnh hưởng bởi tư duy viết nhạc của người nước ngoài với "những bài hát với tinh thần giản dị".

## Đánh giá
— Trần Thu Hà
Đỗ Bảo được rất nhiều người trong nghề đánh giá là một trong những nhạc sĩ nhạc nhẹ hiện đại và tiêu biểu nhất. Trong lần hợp tác thực hiện album phòng thu Bức thư tình thứ 3 năm 2006, ca sĩ Tấn Minh cho rằng Đỗ Bảo "kỹ lưỡng, tâm huyết và rất yêu nghề... hiểu biết, truyền cảm hứng mạnh mẽ cho tôi." Sự hòa hợp giữa Tấn Minh và Đỗ Bảo giúp 2 nghệ sĩ có thêm album Bức thư tình thứ 5 (2011) cùng nhiều liveshow cộng tác, ngoài ra họ còn trở thành 2 người bạn thân thiết ngoài cuộc sống. Họa sĩ Dũng Yoko – người thiết kế tất cả các album cá nhân của Đỗ Bảo cùng nhiều album khác mà anh hợp tác – nói âm nhạc của nhạc sĩ "nhẹ nhàng nhưng vẫn chệch và lạ một cách chơi vơi... Bảo phải tinh tế nhưng không nhẹ nhàng, không hoàn toàn gai góc nhưng cũng chẳng yếu đuối." Ca sĩ Trần Thu Hà nói về người bạn thân, người đồng nghiệp trong dịp phát hành album Cánh cung 3 (2013) cho rằng con người và âm nhạc của Đỗ Bảo "luôn cố gắng giữ và gieo niềm tin, gieo cái thiện tâm trong mỗi người qua ảnh hưởng âm nhạc" và hơn hết "luôn có chiều sâu".
Ngay từ Nhật thực (2002) và chương trình theo kèm, Đỗ Bảo đã được đánh giá là một trong những nhạc sĩ hòa âm phối khí tài năng khi "trị được những giai điệu chênh vênh, bất định của Ngọc Đại". Album đầu tay Cánh cung (2004) của anh nhận được nhiều lời ngợi ca về phần ca từ, hòa âm cũng như giai điệu. Cho dù nhạc sĩ Quốc Bảo ngay lập tức lo ngại rằng Đỗ Bảo sẽ đi theo lối mòn của các nhạc sĩ viết nhạc pop đương thời, song những thành công sau đó đã khẳng định con đường đúng đắn mà anh lựa chọn. Chương trình hòa nhạc trình diễn Gió bình minh (2004–2006) kết hợp âm nhạc dân gian truyền thống với âm nhạc điện tử mà Đỗ Bảo hợp tác cùng nhạc sĩ Việt kiều Nguyễn Nhất Lý có được tiếng vang lớn, khẳng định tài năng của anh trong một lĩnh vực còn nhiều thách thức. Nhạc sĩ Đỗ Hồng Quân, chủ tịch Hội Nhạc sĩ Việt Nam, lạc quan về chương trình với tư duy và cách làm "đáng khuyến khích và rất nên mở rộng."
Sao Mai điểm hẹn 2004 là chương trình ca nhạc đầu tiên của Việt Nam yêu cầu các thí sinh trình bày các ca khúc theo nhiều phong cách khác nhau trong từng tuần liên tiếp. Ban nhạc Sao Mai, đặc biệt là cá nhân Đỗ Bảo trong vai trò cố vấn nghệ thuật, đã có những đóng góp đáng kể trong việc phân định các thể loại cho nhạc trẻ Việt Nam bắt đầu từ chính chương trình này.
Những thử nghiệm về dòng nhạc New Age mới mẻ mà anh hòa âm trong album Những ô màu khối lập phương (2007) của ca sĩ Tùng Dương đã giúp anh tạo nên một hình ảnh hoàn toàn khác biệt. Như báo Thể thao & Văn hóa viết: "Và đến khi gặp Đỗ Bảo, chất quái [của Tùng Dương] đã được mài giũa để trở thành một phiên bản hoàn chỉnh". Quay trở lại với pop trong album phòng thu thứ 2, Thời gian để yêu (2008), Đỗ Bảo tiếp tục có được những thành công và giải thưởng lớn. Báo Người Hà Nội nhận xét đây là "sản phẩm để đời của anh khi nó đã vượt qua được sự thành công của album Cánh cung 1 (với thứ âm nhạc) rất giản dị, không gian âm nhạc đó là dành cho sự thư giãn, nghỉ ngơi, và có lẽ chính vì thế mà nó đi vào lòng người." Album phòng thu thứ 3, Chuyện của mặt trời – Chuyện của chúng ta (2013), giúp anh và cả Trần Thu Hà có được tiếng vang lớn.

## Đời sống cá nhân
Đỗ Bảo kết hôn vào năm 2004 với Ứng Thanh Vân (sinh năm 1983). Thanh Vân từng là sinh viên trường Cao đẳng Nghệ thuật – Văn hóa Quân đội. Cô gặp lại Đỗ Bảo sau này vào năm 2003 khi là ca sĩ thuộc Đoàn ca múa Nhạc nhẹ Trung ương nơi mà nhạc sĩ công tác. Sau khi không thể theo đuổi sự nghiệp ca hát, Thanh Vân trở thành chuyên viên trang điểm thẩm mỹ. Ngoài ra, cô còn là MC truyền hình trong đó có các chương trình Quán âm nhạc và Tiêu điểm 5321 thuộc hệ thống Truyền hình cáp Việt Nam. Ca khúc "Ngày cưới" được Đỗ Bảo sáng tác và thu âm cùng vợ 2 hôm trước ngày cưới để bật lên trước khách mời của buổi lễ. Họ có hai người con là Chúc An (sinh năm 2006) và Bình Chương (sinh năm 2012). Thanh Vân và gia đình là chủ đề trong rất nhiều sáng tác của Đỗ Bảo, trong đó có các ca khúc "Bức thư tình thứ hai", "Bức thư tình thứ ba", "Bức thư tình thứ tư", "Mây", "Biết mãi là bao lâu", "Kế hoạch làm bạn",...
Đỗ Bảo sở hữu một phòng thu cá nhân tại nhà riêng ở Hà Nội, nơi anh thực hiện rất nhiều album cũng như các sản phẩm hòa âm phối khí khác. Ngoài âm nhạc, anh còn có sở thích đọc sách và đi du lịch.

## Giải thưởng và thành tựu
Đỗ Bảo giành được rất nhiều giải thưởng cá nhân khác nhau theo suốt sự nghiệp âm nhạc của mình. Album Nhật thực (2002) mà anh trực tiếp hòa âm phối khí tạo được tiếng vang lớn, sau đó được VTV chọn là "Sự kiện văn hóa tiêu biểu" của năm 2002. Chuỗi chương trình Gió bình minh mà anh cộng tác cùng nhạc sĩ Nhất Lý cũng có được thành công lớn, trở thành "Sự kiện văn hóa tiêu biểu" của năm 2006. Cũng trong năm này, anh được trao cúp "Nhân vật thành đạt của năm". 
Đặc biệt, Đỗ Bảo là nghệ sĩ đầu tiên giành cú đúp tại Giải thưởng Âm nhạc Cống hiến với "Album của năm" và "Nhạc sĩ của năm" vào năm 2009 với album Thời gian để yêu (2008). Anh lập lại thành tích này vào năm 2014 với album Chuyện của mặt trời – Chuyện của chúng ta (2013). Chương trình kỷ niệm 30 năm sáng tác của anh Một mình bao la (2023) cũng giành Giải Cống hiến cho "Chương trình của năm".
Ngoài ra còn phải kể tới rất nhiều giải thưởng hòa âm phối khí từ chương trình Bài hát Việt. Đỗ Bảo được trao giải "Nhạc sĩ của năm" trong chương trình tôn vinh Men of the Year do báo Thể thao & Văn hóa và tạp chí Đàn ông phối hợp tổ chức vào đầu năm 2014.  Anh cũng có nhiều thành công tại Hội diễn nghệ thuật chuyên nghiệp toàn quân, ví dụ như chương trình 'Giữa ngàn tinh tú' đạt Giải Đặc biệt năm 2008, hay nhạc múa "Vũ điệu Hương giang" đạt Huy chương Vàng năm 2014.
| Ngày trao giải      | Sản phẩm                                  | Đề cử cho                | Hạng mục             | Thành tích |
| ------------------- | ----------------------------------------- | ------------------------ | -------------------- | ---------- |
| 20 tháng 1 năm 2005 | Cánh cung                                 | Đỗ Bảo                   | Album của năm        | Đề cử      |
| 20 tháng 1 năm 2005 |                                           | Đỗ Bảo                   | Nhạc sĩ của năm      | Đề cử      |
| 20 tháng 1 năm 2005 | Sao Mai điểm hẹn 2004                     | Đài truyền hình Việt Nam | Chương trình của năm | Đoạt giải  |
| 12 tháng 1 năm 2006 |                                           | Đỗ Bảo                   | Nhạc sĩ của năm      | Đề cử      |
| 20 tháng 3 năm 2007 | Sao Mai điểm hẹn 2006                     | Đài truyền hình Việt Nam | Chương trình của năm | Đoạt giải  |
| 20 tháng 3 năm 2007 |                                           | Đỗ Bảo                   | Nhạc sĩ của năm      | Đề cử      |
| 24 tháng 4 năm 2008 | Những ô màu khối lập phương               | Tùng Dương               | Album của năm        | Đoạt giải  |
| 24 tháng 4 năm 2008 |                                           | Đỗ Bảo                   | Nhạc sĩ của năm      | Đề cử      |
| 11 tháng 3 năm 2009 | Thời gian để yêu                          | Đỗ Bảo                   | Album của năm        | Đoạt giải  |
| 11 tháng 3 năm 2009 |                                           | Đỗ Bảo                   | Nhạc sĩ của năm      | Đoạt giải  |
| 22 tháng 4 năm 2014 | Cánh cung – Đỗ Bảo – Live in Hanoi        | Đỗ Bảo                   | Chương trình của năm | Đề cử      |
| 22 tháng 4 năm 2014 | Chuyện của mặt trời – Chuyện của chúng ta | Đỗ Bảo và Trần Thu Hà    | Album của năm        | Đoạt giải  |
| 22 tháng 4 năm 2014 |                                           | Đỗ Bảo                   | Nhạc sĩ của năm      | Đoạt giải  |
| 27 tháng 3 năm 2024 | Một mình bao la                           | Đỗ Bảo                   | Chương trình của năm | Đoạt giải  |
| 27 tháng 3 năm 2024 |                                           | Đỗ Bảo                   | Nhà sản xuất của năm | Đề cử      |
| 27 tháng 3 năm 2024 |                                           | Đỗ Bảo                   | Nhạc sĩ của năm      | Đề cử      |

## Danh sách đĩa nhạc
Album phòng thu
- Cánh cung (2004)
- Thời gian để yêu (hay Cánh cung 2, 2008)
- Chuyện của mặt trời – Chuyện của chúng ta (hay Cánh cung 3, cùng Trần Thu Hà, 2013)

Liveshow
- Nhật thực (cùng ban nhạc Sao Mai, 2002)
- Nhật thực 2 (cùng ban nhạc Sao Mai, giữa 2004)
- Gió bình minh (cùng Nhất Lý, 2004–2006)
- Con đường âm nhạc: Tình bạn (cùng Ngọc Châu, 2006)
- Cánh cung – Đỗ Bảo – Live in Hanoi (2013)
- Bốn mùa trong em (cùng Nguyễn Ngọc Anh, 2016)
- Hà Nội – Mùa chuyển (tuyển tập sáng tác của Phú Quang) (2023)
- Một mình bao la (2023)

Chương trình truyền hình
- Liên hoan tiếng hát truyền hình toàn quốc (cùng ban nhạc Sao Mai, 2003–2013)
- Sao Mai điểm hẹn (cùng ban nhạc Sao Mai, 2004–2006; 2010–2014)
- Bài hát yêu thích (2010–2012)
- Bài hát Việt (2013–2019)

## Sách
- Đỗ Bảo, Ca khúc giai đoạn 1997–2022, NXB Thanh niên, 2024[153][154]